# ChefsFeed
ChefsFeed — медиакомпания, специализирующаяся на продуктах питания и напитках, которую часто называют «Anti-Yelp» в своих экспертных обзорах продуктов питания.  ChefsFeed публикует оригинальные видеоролики и рассказы на своем веб-сайте и в приложениях, а также ресторанные путеводители, в которых представлены блюда и рестораны, рекомендованные местными профессионалами в области кухни и ресторанной индустрии. ChefsFeed также организует серию обедов под названием ChefsFeed Indie Week.

## История
Первоначально в 2011 году было запущено приложение для iOS под названием ChefsFeed, в котором были представлены советы от поваров из Нью-Йорка, Лос-Анджелеса, Чикаго и Сан-Франциско, которые рекомендовали свои любимые блюда. В 2013 году был запущен веб-сайт и оригинальные видеопрограммы, который затем расширился до 24 городов, где работают 1000 экспертов-поваров. В 2015 году ChefsFeed изменил свое название с Chefs Feed на ChefsFeed , расширился до 50 городов и был переработан, чтобы стать «Houzz, но для смехотворно красивой еды». ChefsFeed также стал привлекать венчурный капитал, объявив раунд серии A на 4 миллиона долларов, которые привлек фонд Artis Ventures в 2015 году.

## Видеопрограммы
Видеопрограмма ChefsFeed включает мини-документальные фильмы, такие как «Премьера» и «Мой капюшон». Его видеокоманда потратила шесть месяцев на строительство ресторана The Progress в Сан-Франциско, чтобы снять короткометражный фильм. В 2016 году шеф-повар Крис Косентино рассказал о своих проблемах с психическим здоровьем в своем сериале видео Elevated, в котором повара делятся проблемами в своей карьере.
ChefsFeed выпускает анимационный веб-сериал под названием Worst Shift Ever, в котором повара рассказывают истории о своем худшем рабочем дне. Второй сезон программы вышел в эфир в 2017 году с участием шеф-повара Майкла Вольтаджо.

## Достижения
В 2018 году ChefsFeed был номинирован на премию James Beard Foundation за юмор. Apple Inc. назвала соответствующее приложение приложением года на Apple TV 2017 года (для Канады и США).